# Ла-Форс, Луи-Жозеф Номпар де Комон
Луи-Жозеф Номпар де Комон (фр. Louis-Joseph Nompar de Caumont; 22 апреля 1768, Париж — 22 октября 1838, Сен-Брис-су-Форе), 9-й герцог де Лафорс — французский генерал и парламентарий.

## Биография
Сын Бертрана де Комона (1.08.1724, Сен-Поркье — 22.01.1773, Версаль), сеньора де Бовилла, графа де Мюссидана, королевского гвардейца, затем палатного дворянина Месье, получившего, как последний представитель дома Комонов, позволение титуловаться маркизом де Лафорсом, и Аделаиды-Люс Мадлен де Галар де Беарн-Брассак (1739—10.1825), воспитательницы детей графа д'Артуа, которая была дочерью Анна-Иллариона де Галар де Беарн-Брассака, графа де Беарна, внука маршала Турвиля, и маркизы Олимп де Комон-Лафорс, сестры последнего представителя старшей линии Комонов герцога Жака Номпара III де Комона.
Маркиз де Комон и де Тайбур, граф де Мюссидан и Мадюран, барон де Кастельно-ле-Миланд, сеньор города и превотства Бержерак.
Крещен малым крещением 23 октября 1768, и дополнительно церемонию в королевской часовне в Версале 17 сентября 1771 провел бывший епископ Лиможский Жан-Жиль де Коэтлоке, первый капеллан графа Прованского. Восприемниками при крещении были граф Прованский и его супруга.
До 1787 года титуловался маркизом де Комон-Лафорсом. Поступил на службу в 1780 году младшим лейтенантом в Королевский корабельный полк, которым командовал его тесть граф д'Оссён. 10 октября 1786, после проверки знатности, был принят кадетом-дворянином в Королевскую военную школу. В 1787 году стал герцогом по патенту, в 1790-м унаследовал от своего тестя титул гранда Испании 1-го класса. В 1791 году, будучи секунд-майором карабинеров, эмигрировал вместе с братом, графом де Комон-Лафорсом. Был адъютантом Месье, участвовал в кампании 1792 года в армии принцев, а в последующие годы в корпусе Конде.
В деле под Монсом в 1794 году захватил у республиканцев три орудия, принадлежавших полку Барса. За эту акцию получил военное отличие и благодарственное письмо от императора Франца II. Продолжил службу во главе эскадрона в корпусе Бирона, находившемся на голландском, а затем на английском содержании.
Вернулся во Францию, в 1806-м был принят на службу в качестве аджюдан-коммандана (полковника главного штаба) и участвовал во всех кампаниях в Пруссии, Германии и России. Был членом избирательной коллегии округа Монтобана и командовал почетной стражей этого города. Легионер (29.07.1808). Шевалье де Комон-Лафорс и Империи с дотацией 2000 франков ренты с Тразимено (19.12.1809). 4 мая 1811 стал членом Охранительного сената, представляя в  Законодательном корпусе департамент Тарн и Гаронна. Отличился в кампании 1812 года и был произведен в офицеры ордена Почетного легиона на поле Бородинского сражения, в котором был ранен (7.09.1812).
При отречении Наполеона выразил одобрение действиям Временного правительства. 4 июня 1814 был назначен пожизненным пэром Франции, 23 августа произведен в кампмаршалы. В том же году стал рыцарем ордена Святого Людовика.
После высадки Наполеона 20 марта 1815 Лафорс прибыл в Ним в распоряжение герцога Ангулемского, который поручал ему важные миссии и назначил королевским комиссаром в департаментах Лот и Гаронна, Тарн и Гаронна, и Лот. Узнав, что сторонники императора подняли в Каоре триколор, Комон немедленно отправился в префектуру этого города, рассчитывая призвать к повиновению жителей и гарнизон, что едва не стоило ему жизни. Схваченный разгневанной толпой, он был помещен в казарме, а затем отправлен в Париж в повозке под конвоем из ополченцев.
Окончательное поражение Наполеона вернуло Лафорсу свободу. Людовик XVIII 1 июля 1815 подтвердил его в чине кампмаршала, а 26 июля 1815 назначил председателем избирательной коллегии Тарна и Гаронны. В сентябре 1816 стал генеральным инспектором войск 10-й дивизии, 21 апреля 1820 командиром 5-го субдивизиона 10-й дивизии (Монтобан), а 18 мая того же года командором ордена Почетного легиона. Ордонансом 19 августа 1815 Луи-Жозеф был пожалован в наследственные пэры с титулом герцога де Лафорса, что было подтверждено ордонансом 31 августа 1817 (без майората пэрии).
Был пожалован в командоры ордена Святого Людовика по случаю коронации Карла X 23 мая 1825, затем стал кавалером Большого креста этого ордена и великим офицером ордена Почетного легиона.
В составе Верхней палаты на процессе маршала Нея голосовал за смерть; примыкал к умеренным роялистам, принес присягу Июльской монархии и сохранил место в Палате пэров. Вышел в отставку 13 сентября 1832 в чине кампмаршала. Был кавалером королевских и военных орденов Австрии, Баварии и Нидерландов.

## Семья
Жена (контракт 2 и 8.05.1784, подписан Людовиком XVI, Марией Антуанеттой и королевской семьей; брак 11.05.1784, Париж, церковь Сен-Сюльпис, церемонию проводил архиепископ Экса Буажлен): Софи-Полина д'Оссен (1772—1.01.1846), единственная дочь и наследница графа Шарля-Пьера-Иасента д'Оссёна и Женевьевы де Грамон. Получила право табурета у королевы 13 января 1788. По словам Жана де Жоргена, в день подписания контракта 2 мая 1784 король восстановил герцогство Лафорс, без пэрии, в пользу мужского потомства Бертрана де Комона и Аделаиды-Люс Мадлен де Галар де Беарн-Брассак, в порядке примогенитуры, и 11 мая Луи-Жозеф принял титул наследного герцога де Лафорса. Консуммация брака была отложена. Луи-Жозеф де Комон был допущен к придворным почестям 23 января 1789
Дочь:
- Аделаида-Олимп-Шарлотта-Эфрозина (5.01.1789 — ум. ребенком)

Наследником титулов Луи-Жозефа Номпара стал его брат граф де Комон-Лафорс.